# Эль-Токуйо
Эль-Токуйо (исп. El Tocuyo) — город в Венесуэле, в Ларе. Население — 41 тыс. жителей (2001). Этот город — один из самых старых городов Венесуэлы.

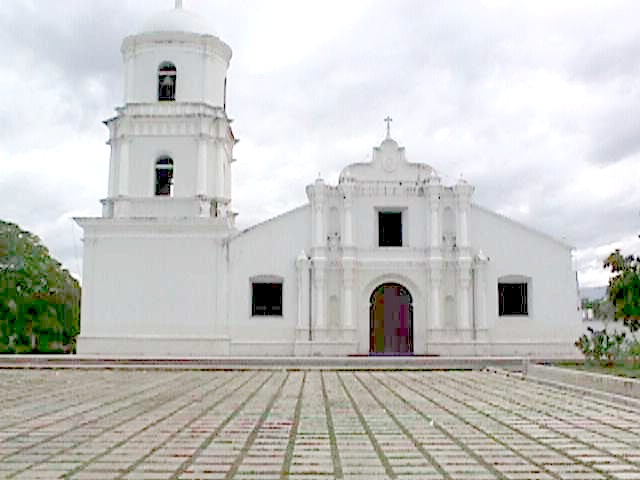
Эль-Токуйо в Ларе

## История
Датой основания города считается 1545 года.